# 本淵寮
本淵寮為臺南市安南區的聚落之一，位於十字路西北約500公尺處。由淵東里、淵西里、淵中里三個行政區構成。北接十二佃與學甲寮。區內有信仰中心朝興宮。另有台灣基督長老教會安南教會，所以本區亦有一些基督徒。
本區西部原屬臺江內海，通商的船隻由此處港口進入今臺南市永康區鹽行地區貿易，在清中葉時遭遇大洪水毀壞鹽田後，逐漸陸化。從1985年開始，臺南市政府透過變更都市計畫，把本區的農漁區逐漸變更為住宅區，因此近年來住宅區密度進一步提升，到時本淵寮與十字路、海尾寮地區將連為一個相對繁華的區域。